# Виролахти (залив)
Виролахти (фин. Virolahti, Ведерлакс, швед. Vederlax) — залив на границе России и Финляндии.
Название в переводе с финского означает «Эстонский залив».

## География
Расположен в северной части Финского залива. Вход в залив расположен между полуостровом Репосари и островом Большой Пограничный. Залив открыт к югу, вдаётся в материк на 10 км. Ширина входа около 2,2 км. Глубина до 16 м.
В залив впадают реки Хармяноя, Виройоки, Паюсареноя и др. В заливе расположено множество островов: Питали, Корписари, Хувисари, Кайта, Пютерсари, Туринлуото, Лепписари, Варпусаари, Ванха, Ямся, Пихлаялуото, Кархусари, Коркисаари, Железновский, Перялуото, Кивикколуото, Нурмилуото, Кормусари, Мянтюлуото, Булат, Хойккасари, Катаялуото, Сумари, Леппялуото, Халсхолма, Кусилуото, Опасный, Келлосари, Рянтиэ, Туухолма, Койлуото, Пауккалуото, Хейнялуото и др. В центре залива находится банка Моисеева. На выходе из залива расположен рейд Штандарт.
На финляндском побережье залива расположены посёлки Виролахти и Виройоки и несколько более мелких поселений. Российский берег залива не заселён.
Берега местами заболоченные; покрытые хвойной растительностью. Побережье изрезано, много заливов и бухт, крупнейшие из которых Булатная и Мусталахти. Высота берегов до 50 м.
Акватория залива большой частью относится к общине Виролахти провинции Кюменлааксо Финляндии, а меньшей частью к Выборгскому району Ленинградской области России.